# Hexatoma exquisita
Hexatoma exquisita är en tvåvingeart som först beskrevs av Alexander 1914.  Hexatoma exquisita ingår i släktet Hexatoma och familjen småharkrankar.
Artens utbredningsområde är Costa Rica. Inga underarter finns listade i Catalogue of Life.